# Sophie Lalive de Bellegarde
Pour les articles homonymes, voir Bellegarde.
Élisabeth Sophie Françoise Lalive de Bellegarde, par son mariage, comtesse d’Houdetot, née le 18 décembre 1730 à Paris, où elle est morte le 28 janvier 1813, est une salonnière française.

## Biographie
Fille du fermier général, Louis-Denis-Joseph Lalive de Bellegarde et de sa femme Marie-Thérèse-Josèphe Prouveur (1696-1743), elle épouse à l’église Saint-Roch à Paris le 28 février 1748 Claude-Constant-César, comte d’Houdetot (1724-1806), maréchal de camp, issu d’une ancienne famille de Normandie (les seigneurs d'Houdetot), joueur effréné qui avait englouti toute sa fortune dans sa passion. Ils eurent deux fils, César Louis Marie François Ange d'Houdetot, également maréchal de camp puis gouverneur de la Martinique pendant la Révolution française, qui prit part à l’expédition de Saint-Domingue en 1802, et Honoré Liévin d'Houdetot (né en 1756).

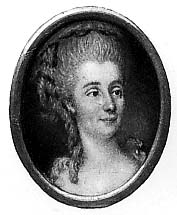
La comtesse d’Houdetot, miniature anonyme.

Belle-sœur et cousine germaine de Louise d'Épinay (l'épouse de son frère Denis-Joseph Lalive d'Épinay ; de plus, la mère de Louise était Florence-Angélique Prouveur, la sœur de Marie-Thérèse-Josèphe Prouveur), mais plus vive et plus spirituelle encore, elle conserva, jusqu’à la fin de sa longue vie, son amabilité et son goût pour la poésie, qui se traduisit souvent en vers pleins de finesse et d’agrément. Elle a produit une grande impression sur tous ceux qui l’ont approchée. « On ne peut guère porter plus loin que Sophie d’Houdetot », écrit son amie Claire Élisabeth de Rémusat, « je ne dirais pas la bonté mais la bienveillance ». D’après le baron de Frénilly, elle était particulièrement laide, ce qui n’apparaît pas véritablement sur ses portraits, avec des traits grossiers, une voix rauque et « un traître d’œil qui regardait de côté quand il semblait vous regarder en face » ; mais le mémorialiste lui reconnaît aussi qu’elle était « gaie, vive, spirituelle, féconde en pensées fines et en mots heureux ».

En 1752, Sophie d’Houdetot avait entamé avec Jean-François de Saint-Lambert une liaison qui devait durer jusqu’à la mort du poète en 1803, formant avec son mari un ménage à trois qui défraya la chronique et que décrit, dans ses Souvenirs, Mathieu Louis Molé : 

« Un grand beau vieillard au teint frais, la tête couverte de sa coiffe de nuit bien blanche entourée d’une vaste robe de chambre de soie pareille à son ruban […] C’était le comte d’Houdetot. […] Une vieille femme courbée, ayant sur les épaules une mantille noire et marchant de compagnie avec un petit vieillard habillé d’une vilaine robe de chambre de cotonnade rayée bleu sur bleu, parsemée de bouquets rouges, un bonnet de coton à mèche sur la tête et soutenant ses pas chancelants par une canne de jonc à pomme d’or aussi haute que lui ; un petit braque au grelot au col, trop gras pour courir, suivait ce couple, la queue entre les jambes. C’était Mme d’Houdetot, Saint-Lambert et Lord,. »

Chateaubriand, pour sa part, juge sévèrement le ménage à trois dans les Mémoires d'Outre-tombe (XIV, 2) : « C’était le XVIIIe siècle expiré et marié à sa manière. Il suffit de tenir bon dans la vie pour que les illégitimités deviennent des légitimités. On se sent une estime infinie pour l’immoralité parce qu’elle n’a pas cessé de l’être et que le temps l’a décorée de rides. »
Sophie d’Houdetot est surtout connue par le livre IX des Confessions dans lequel Jean-Jacques Rousseau rapporte la passion qu’il conçut pour elle, et qui ne fut pas payée de retour. La belle-sœur de la comtesse d’Houdetot, Louise d'Épinay, en donne une version bien différente dans ses Souvenirs. Rousseau avait rencontré Sophie d’Houdetot sans la remarquer en février 1748 à Chevrette, chez Louise d’Épinay. Par la suite, il la vit à plusieurs reprises à l’Ermitage, mais ce n’est qu’en janvier 1757, alors qu’il avait entrepris la rédaction de la Nouvelle Héloïse, qu’il s’en éprit passionnément. D’abord indulgente à l’égard du philosophe, qu’elle appelait « un fou intéressant », elle prit ses distances à compter de janvier 1758, pour cesser tout échange après 1760. « Nous étions ivres d’amour l’un et l’autre, elle pour son amant, moi pour elle », écrit Rousseau.
G. Legentil résume ainsi ses relations avec Rousseau et Saint-Lambert : « elle fut indulgente et généreuse pour la faiblesse du philosophe de Genève et fut admirable de dévouement pour le vieux poète ».
Après la Révolution française, Sophie d’Houdetot réunissait dans sa propriété de Sannois une compagnie où se mêlaient les survivants de la société littéraire et philosophique du siècle des Lumières — le fabuliste Florian, l’abbé Morellet, Jean-François de La Harpe, Suard — et de jeunes gens comme Chateaubriand.
À sa mort, le 28 janvier 1813, dans sa demeure parisienne du no 12 rue de Tournon, elle est inhumée à Paris au cimetière de Montmartre, 21e division, face à la tombe d'Alexandre Dumas et à côté de la tombe de son petit-fils, Frédéric-Christophe d'Houdetot.

## Citations
- « On s’habitue à ses infirmités, le plus difficile c’est d’y habituer les autres[12],[13]. »